# 耶布移守贵
耶布移守贵，西夏官员，党项族。
夏景宗元昊时，耶布移守贵为容州刺史。天授礼法延祚四年（1041年），耶布移守贵随景宗攻打宋朝，围麟州（今陕西省神木市）、府州（今陕西省府谷县）二州，因北宋并代鈐轄張亢等合兵坚守，他受命率兵攻打，多次战败。十月，率兵据守府州北部的琉璃堡，分列三砦，失于防备，夜里遭遇张亢军袭击，仓促迎战，死者三百余人，失牛羊马驼万计，放弃琉璃堡逃走。